# E28 (trasa europejska)
E28 – trasa europejska pośrednia wschód-zachód o długości 1160 km.

## Przebieg
- Niemcy - 126 km
  - Berlin
  - Autostrada A11
- Polska - 480 km
  - Droga nr 6 (A6 S6 DK6): Kołbaskowo – Szczecin – Goleniów (wspólny fragment z E65) – Koszalin – Słupsk – Gdynia – Gdańsk

Obecnie trwają prace przygotowawcze na trasie S6 na odcinku Sianów - Słupsk, oraz budowa trasy S6 na odcinku Słupsk - Gdynia.
- - Droga ekspresowa S7: Gdańsk – Elbląg
  - Droga ekspresowa S22: Elbląg – Grzechotki
- Rosja - 193 km 
  - Droga R516 do Królewca,
  - Droga A229 z Królewca przez Niestierow do przejścia granicznego Czernyszewskoje - Kybartai (odcinek Królewiec - Tołpaki wspólny z E77)
- Litwa - 213 km 
  - Droga magistralna A7 do Mariampola (skrzyżowanie z E67),
  - Droga magistralna A16 do Wilna (skrzyżowanie z E272 i z E85),
  - Droga magistralna A3 do przejścia granicznego Medininkai - Kamienny Łoh
- Białoruś - 148 km
  - Droga magistralna M7 do Mińska